# Френчпарк
Френчпарк (англ. Frenchpark; ирл. Dún Gar) — деревня в Ирландии, находится в графстве Роскоммон (провинция Коннахт) у трассы N5. Родина Дугласа Хайда, первого Президента Ирландии.

## Демография
Население — 454 человека (по переписи 2006 года). В 2002 году население составляло 358 человек.
Данные переписи 2006 года:
| Общие демографические показатели |               |                               |                               |      |      |
| Всё население                    | Всё население | Изменения населения 2002—2006 | Изменения населения 2002—2006 | 2006 | 2006 |
| 2002                             | 2006          | чел.                          | %                             | муж. | жен. |
| 358                              | 454           | 96                            | 26,8                          | 222  | 232  |